# 534
534(오백삼십사)는 533보다 크고 535보다 작은 자연수다.

## 수학
- 합성수로, 그 약수는 1, 2, 3, 6, 89, 178, 267, 534다. 진약수의 합은 546이므로, 534는 과잉수다.
  - 제곱 인수가 없는 28번째 과잉수다. 이 성질을 지닌 앞의 수는 510, 다음 수는 546이다. (OEIS의 수열 A087248)
- 65번째 쐐기수다. 앞의 쐐기수는 530, 다음 쐐기수는 555다.
- {\displaystyle 534=133+176+225}
  - 연속하는 세 팔각수의 합으로 나타낼 수 있는 수다. 이 성질을 지닌 앞의 수는 405, 다음 수는 681이다.
- {\displaystyle 534=10^{2}+11^{2}+12^{2}+13^{2}}
  - 연속하는 네 자연수의 제곱합으로 나타낼 수 있으며, 이 성질을 지닌 앞의 수는 446, 다음 수는 630이다.
- {\displaystyle 55^{4}-1}은 534로 나누어떨어진다.

## 과학
- NGC 534(영어판): 조각가자리 방향에 있는 렌즈형은하.

## 교통

### 철도
- 수도권 전철 5호선 종로3가역의 역번호.

### 도로
- 534번 지방도 (폐지): 충청북도 제천시 덕산면 성암리에서 단양군 대강면 올산리까지 이어지던 대한민국의 과거 지방도.
- 현도 제534호선

## 군사
- U-534(영어판, 독일어판): 제2차 세계 대전에 사용된 나치 독일의 군용 잠수함.

## 문화유산
- 대한민국의 보물 제534호: 영동 영국사 원각국사비
- 대한민국의 사적 제534호: 영월부 관아

## 방송
- KT HCN의 K-바둑 채널 번호.

## 작품
- 《534(영어판)》: 미국의 가수 멤피스 블릭의 정규 음반. 2005년 5월 17일 출시.

## 기타
- 연도: 534년, 기원전 534년